# 심석희
심석희(沈錫希, 1997년 1월 30일~)는 대한민국의 쇼트트랙 선수이다. 2014년 동계 올림픽에서 3000m 계주에서 금메달, 여자 1500m에서 은메달, 여자 1000m에서 동메달을 기록하였다. 그리고 2018년 동계 올림픽에서는 3000m 계주에서 다시 한 번 금메달을 기록하였다.

## 학력
- 경포초등학교 전학
- 서울둔촌초등학교 졸업
- 오륜중학교 졸업
- 세화여자고등학교 졸업
- 한국체육대학교 체육학과 학사(2016학번)

## 발자취
본관은 삼척이며, 강원도 강릉시에서 회사원이었던 심교광의 1남 1녀 중 막내로 태어났다. 경포초등학교 재학 시절부터 유망주로 손꼽혔다. 딸이 운동에 재능을 보이자 이를 전폭 지원하기로 한 아버지의 결심으로 온 가족이 서울특별시로 이주하여, 둔촌초등학교로 전학하였다. 오륜중학교에 진학하여 주니어 국가대표로 활동하며 2012년 호주 멜버른 세계 주니어 선수권 대회에서 500m · 1000m · 1500m · 3000m 계주에서 금메달을 따는 등 4관왕으로 종합 우승을 차지하였다. 이어 국가대표 선발전에서 우승하며, 어린 나이에 시니어 국가대표로 선발되어 큰 주목을 받았다. 2012년/2013년 시즌 월드컵 6개 대회에서 연속으로 금메달을 따고, 세화여자고등학교 1학년 때, 2013년 헝가리 세계 쇼트트랙 선수권 대회 슈퍼파이널 3000m에서 금메달을 따는 등 대한민국의 차세대 대표 쇼트트랙 선수로 기대를 모았다. 또한, 소치 동계 올림픽 직전에 열린 2013년/2014년 시즌 월드컵 4개 대회에서도 연속으로 금메달을 따내어, 지난 시즌 월드컵 6개 대회를 포함하여, 월드컵에서 10개 대회 연속으로 금메달을 따냈다.

## 2014년 동계 올림픽
처음 출전한 2014년 러시아 소치 동계 올림픽에서 2월 15일 쇼트트랙 여자 1500m에서 은메달을 획득하였고, 3일 후인 2월 18일 쇼트트랙 여자 3000m 계주에서 금메달을 획득하였다. 대한민국의 소치 동계 올림픽 첫 번째 쇼트트랙 금메달이었다. 심석희가 막판 반바퀴를 남겨놓고 중국 선수를 극적으로 추월하여 결승선을 1등으로 통과하였다. 중국 대표팀은 마지막 2바퀴를 남겨놓고 심석희에게 진로방해하여 실격당하였다. 2010년 밴쿠버 동계 올림픽에서 대한민국 여자 쇼트트랙 대표팀이 1등으로 결승선을 통과하고도 심판의 석연치 않은 판정으로 실격당하며 중국 대표팀에게 금메달을 빼앗긴 지 4년만에 중국 대표팀에게 똑같이 설욕한 것이다. 4일 후인 2월 22일 쇼트트랙 여자 1000m에서 동메달을 획득하였다. 이로써, 심석희는 소치 동계 올림픽에서 금메달 1개, 은메달 1개, 동메달 1개로, 3가지 메달을 모두 획득한 선수가 되었다.

## 2014년 세계 쇼트트랙 선수권 대회
2014년 캐나다 몬트리올 세계 쇼트트랙 선수권 대회에서 3월 15일 자신의 세계 선수권 대회 1500m 첫 번째 금메달을 획득하였다. 3월 16일 여자 500m에서는 준결승전에서 중국의 판커신 선수에게 반칙을 당했지만, 심판이 판커신에게 페널티를 주지 않아, 결승전에 진출하지 못하였다. 3월 17일 자신의 세계 선수권 대회 1000m 첫 번째 금메달을 획득하였고, 슈퍼파이널 3000m에서도 금메달을 획득하여, 종합 우승을 차지하였다. 종합 우승까지 따져, 대회 4관왕이 되었다. 특히, 슈퍼파이널 3000m는 2013년 세계 쇼트트랙 선수권 대회 금메달에 이어 2연패를 달성하였다. 같은 날 열린 여자 3000m 계주 결승전에서는 심석희 선수가 마지막 한 바퀴를 남겨놓고 판커신 선수에게 반칙을 했다는 심판의 판정으로, 여자 계주 팀은 아쉽게 실격당하였다.

## 2017년 동계 아시안 게임
2017년 일본 삿포로 동계 아시안 게임 쇼트트랙 여자 500m 결승에서 막판 1위로 들어오며 금메달을 눈앞에 두었지만 판커신이 심석희의 무릎을 잡는바람에 휘청거리면서 3위로 들어와 동메달이라도 눈앞에 두었지만 판커신과 함께 공동 실격당하였다. 그렇지만, 쇼트트랙 여자 1000m에서 금메달을 획득하였고, 쇼트트랙 여자 3000m 계주에서도 금메달을 획득하였다. 쇼트트랙 여자 1500m에서는 은메달을 획득하였다.

## 2018년 동계 올림픽
두번째 출전한 2018년 대한민국 평창 동계 올림픽 쇼트트랙 여자 500m 예선에서 조3위로 들어오며 준준결승 진출에 실패하였고, 쇼트트랙 여자 1500m 예선에서는 허무하게 넘어지며 조5위로 들어와 준결승 진출에 실패하였다. 그러나, 준결승에서 이유빈 선수가 넘어졌는데도 불구하고 기적적으로 조1위로 결승에 진출했던 쇼트트랙 여자 3000m 계주 결승에서 중국과 캐나다의 집요한 견제와 반칙에도 불구하고 다시 한번 1위로 들어오며 금메달을 획득하였다. 2014년 러시아 소치 동계 올림픽 쇼트트랙 여자 3000m 계주에 이어 2회 연속 금메달을 획득하며 올림픽 2연패를 달성하였다. 그리고, 대회 2관왕에도 도전했던 쇼트트랙 여자 1000m 결승에서 마지막 1바퀴를 남겨놓고 최민정과 충돌하여 메달은 따지 못하였다.

## 논란 및 사건사고

### 코치 조재범으로부터 성폭행
2019년 1월 9일 심석희는 코치 조재범으로부터 2014년부터 4년동안 반복적으로 성폭행을 당하였다며 경찰에 고소장을 접수하였다.

### 동료비하 논란
2018년 동계 올림픽당시 동료였던 최민정과 김아랑을 비하한 문자 메시지가 공개되었다. 문자 메시지에는 상대 국가인 중화인민공화국 취춘위선수를 응원했다는 내용도 담겨있다. 현재 빙상연맹은 사실을 확인 중이다.

## 선수생활 제2막
- 2020년 1월 3일 서울특별시청 쇼트트랙팀에 입단하였다.[27][28]

## 수상
- 2018년 제23회 코카콜라 체육대상 클린스포츠상[29][30][31]
- 2017년 제6회 MBN 여성스포츠대상 대상[32][33]
- 2015년 대한빙상경기연맹 최우수선수(MVP)[34][35]
- 2014년 제19회 코카콜라 체육대상 우수단체상[36]
- 2014년 제19회 코카콜라 체육대상 신인상
- 2013년 제2회 MBN 여성스포츠대상 신세계 영플레이어상
- 2013년 대한민국 여성체육대상 신인상

## 경력

### 홍보 대사
- 2014년 날마다좋은날 행복바라미 홍보대사[37][38]
- 2014년 서울교육멘토기부단 멘토[39]
- 2014년 2018 평창 동계 올림픽 및 장애인 동계 올림픽 강릉 코스털 클러스터 홍보대사[40]

### 화보
- 2015년 〈보그 코리아〉11월호 나이키 화보 모델 WINTER SKAING[41]
- 2014년 〈마리끌레르〉4월호 화보 모델[42]
- 2014년 〈보그 코리아〉4월호 화보 모델[43]
- 2014년 〈인스타일〉5월호 핏플랍 슈즈 썸머 바캉스 화보 모델[44]

## 특이 사항
- 긴다리로 성큼성큼 가속을 붙여 앞으로 쭉쭉 밀고나가며, 지구력과 체력이 뛰어나 막판 스퍼트가 뛰어나다.[45][46]